# Diskontkredit
Der Diskontkredit war im Bankwesen der Ankauf von noch nicht fälligen Wechseln durch Kreditinstitute.

## Rechtsgrundlagen
Der Diskontkredit ist ein Bankgeschäft nach § 1 Abs. 1 Nr. 3 KWG. Im Rahmen dieses Bankgeschäftes war es den Kreditinstituten erlaubt, Wechsel (und Schecks) von ihren Bankkunden anzukaufen. Zivilrechtlich handelt es sich beim Diskontkredit um einen Kaufvertrag nach § 433 Abs. 1 BGB. Kaufgegenstand ist der Wechsel, Kaufpreis der dem Bankkunden auf seinem Girokonto gutgeschriebene Gegenwert. Durch die Zurverfügungstellung von Buchgeld ist der Diskontkredit im Rahmen des Kreditgeschäfts eine Geldleihe. Der Kredit besteht darin, dass die Kreditinstitute ihren Kreditnehmern des Diskontkredits durch den Kreditbetrag die Wechselsumme als Vorschuss gutschrieben, die erst am Fälligkeitstag durch den Bezogenen zu bezahlen war.

## Ablauf
Diskontkredite gewährten die Kreditinstitute nur jenen Bankkunden (Kreditnehmer), mit denen sie hierüber einen Kreditvertrag geschlossen hatten. Aus diesem Vertrag ergab sich das maximale Diskontkreditvolumen, das revolvierend in Anspruch genommen werden konnte (Diskontkreditlinie). Inhalt des Kreditvertrages waren neben dieser quantitativen Beschränkung auch qualitative Restriktionen, die die Wechsel selbst betrafen. Die Wechsel mussten
- Handelswechsel sein, deren Restlaufzeit bis zur Wechselfälligkeit maximal 3 Monate betragen durfte,
- mindestens zwei als kreditwürdig bekannte Wechselbeteiligte enthalten; das sind im Regelfall der Bezogene und der Aussteller des Wechsels,
- an einem Bankplatz zahlbar sein und
- mit einem Vollindossament zu Gunsten der diskontierenden Bank oder Blankoindossament versehen sein und durften keine formellen Fehler enthalten.

Stimmten die der Bank von ihrem Kunden eingereichten Wechsel mit den kreditvertraglichen Bedingungen überein, so kaufte sie die Wechsel an. Dazu ermittelte sie den Nominalwert der Wechsel und zog hiervon den Diskontsatz (berechnet als Zinssatz zwischen Einreichungstag und Fälligkeitstag des Wechsels) ab; der Nettobetrag wurde dem Girokonto gutgeschrieben. Darin lag die Kreditgewährung, weil die Bank dem Kunden seine wechselmäßig verbriefte Forderung vor deren Fälligkeit bevorschusste. Deshalb zählte der Diskontkredit bankrechtlich zu den Krediten nach § 19 Abs. 1 Nr. 2 KWG.
Die Bank hatte nun zwei Möglichkeiten. Sie konnte einerseits die diskontierten Wechsel bis zu deren Fälligkeit im Bestand halten und sie dann auf dem Inkassoweg dem Bezogenen zur Zahlung vorlegen. Durch Zahlung erhielt sie den ihrem Kunden bevorschussten Gegenwert zurück. Andererseits konnte sie die Wechsel bis kurz vor ihrer Fälligkeit im Wege des Rediskonts jederzeit an die Deutsche Bundesbank weiterverkaufen und erhielt dann vorzeitig den dem Kunden bevorschussten Wechselgegenwert zurück.
Der Diskontkredit galt für Banken als ein sicherer Kredit, da für die Einlösung des Wechsels die Wechselbeteiligten nach Art. 47 Abs. 1 Wechselgesetz gesamtschuldnerisch und persönlich hafteten.

## Geschichte
Durch die ursprünglich große Bedeutung des Wechsels als Kredit- und Zahlungsmittel in der Wirtschaft erlaubte das Bankgesetz vom August 1924 erstmals die Diskontierung vom Wechseln durch Kreditinstitute (§ 21 Bankgesetz). Da zugleich auch die Refinanzierung der Kreditinstitute bei der Reichsbank durch Rediskont zulässig war, spielte lange Zeit der Diskontkredit eine große Rolle im Kreditgeschäft der Institute.
Dabei konnten sich die Banken durch Verkauf von bundesbankfähigen Wechseln Liquidität zum Diskontsatz beschaffen. Das (Re-)Diskontvolumen erreichte 1979/1980 seinen Höhepunkt und wurde zur entscheidenden Quelle der Zentralbankgeldversorgung. Im Dezember 1986 war der Anteil der Diskontkredite an der Mittelaufnahme auf 60 % gesunken. Seit Januar 1987 hatte die Diskontierung von Wechseln an Bedeutung verloren, wodurch die Lombardpolitik in den Vordergrund trat. Der Anteil der Wechselrefinanzierung an den gesamten Notenbankkrediten belief sich 1994 nur noch auf 29,5 % gegenüber 83,5 % im Jahre 1980. An ihre Stelle waren die Wertpapierpensionsgeschäfte getreten. Betrug deren Anteil an der Gesamtrefinanzierung 1980 lediglich 6 %, so machten sie 1994 bereits 69,7 % aus.
In Deutschland waren bis Dezember 1998 die Diskontgeschäfte der Bundesbank im Rahmen ihrer Diskontpolitik in § 19 Abs. 1 Nr. 3 BBankG a. F. geregelt. Hier und in ihren Allgemeinen Geschäftsbedingungen legte sie die Bedingungen fest, zu denen die Banken eine Rediskontmöglichkeit eingeräumt bekamen. Diese Bedingungen wurden auf das Diskontgeschäft der Kreditinstitute mit ihren Bankkunden entsprechend übertragen.
Der Wechsel und damit der Diskontkredit hat im täglichen Bankgeschäft heute keine Bedeutung, da er aufgrund seiner Urkundeneigenschaft nicht „maschinen- bzw. computerfähig“ und damit relativ personal- und kostenaufwendig war und zudem auch seine Funktion als Kredit- und Zahlungsmittel in der deutschen Wirtschaft weitgehend eingebüßt hat. Dies hängt wiederum damit zusammen, dass die Europäische Zentralbank (EZB) seit Januar 1999 kein Rediskontgeschäft betreibt.

## Europäische Zentralbank
Die Bundesbank fungiert seit Januar 1999 in der Geldpolitik lediglich als Ausführungsorgan der EZB, weil die Aufgabe der Geldpolitik insgesamt auf die EZB übergegangen ist. Mit dem Übergang der Zuständigkeit für die Geldpolitik auf die EZB hat das Hauptrefinanzierungsgeschäft den früheren Diskontkredit im Januar 1999 abgelöst. Die EZB rediskontiert keine Wechsel, sondern verschafft den Geschäftsbanken anderweitig Liquidität.
Der Diskontkredit hat aufgrund des Wegfalls der Rediskontierungsmöglichkeiten von Handelswechseln bei der Bundesbank seine einstige Bedeutung für Kreditinstitute verloren. Handelswechsel sind nur noch als Pfand refinanzierungsfähig. Aus diesen Gründen hat der Diskontkredit heute keine Bedeutung mehr, seine Kreditfunktion kann er lediglich noch im Nichtbankensektor entfalten.